# Echoes, Silence, Patience & Grace
Echoes, Silence, Patience & Grace är rockgruppen Foo Fighters sjätte studioalbum. Det gavs ut den 25 september 2007.

## Låtförteckning
1. "The Pretender"
2. "Let It Die"
3. "Erase/Replace"
4. "Long Road to Ruin"
5. "Come Alive"
6. "Stranger Things Have Happened"
7. "Cheer Up, Boys (Your Make-Up Is Running)"
8. "Summer's End"
9. "The Ballad of the Beaconsfield Miners"
10. "Statues"
11. "But, Honestly"
12. "Home"
Itunes bonusspår
13. "Once & For All" (demo)
14. "Seda"